# Aita

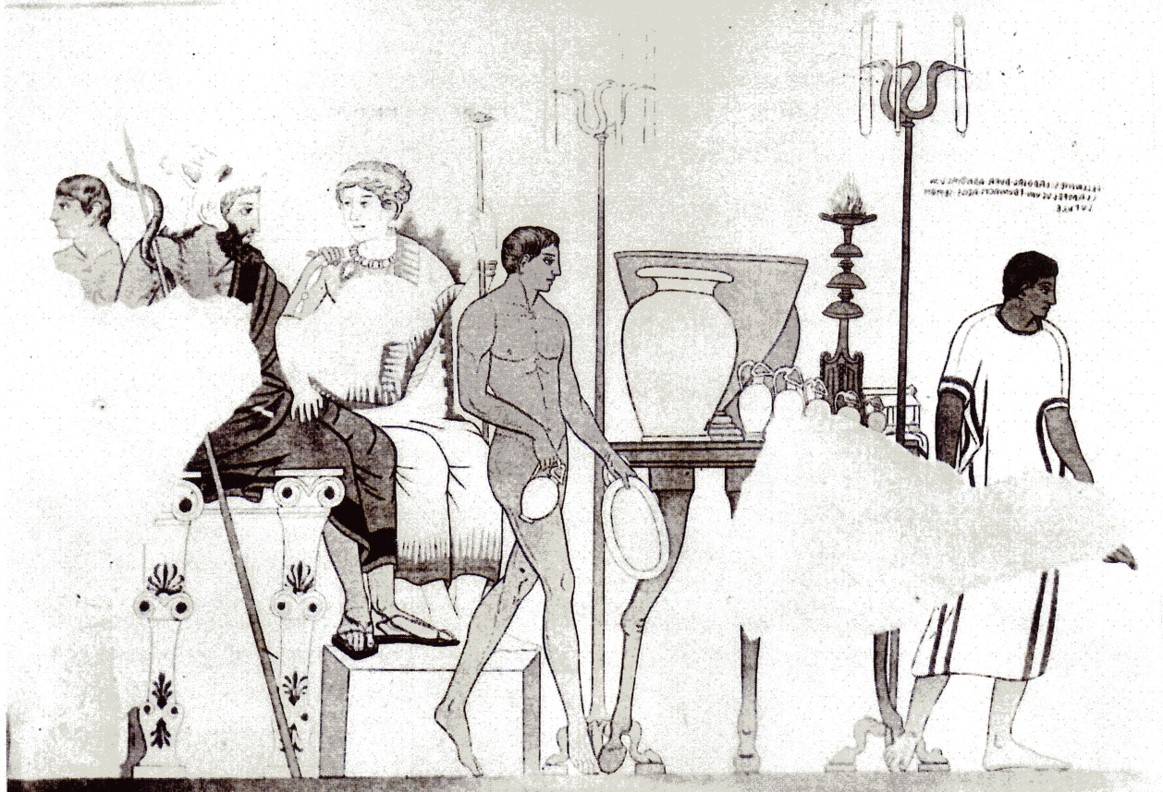
Goliniho hrobka v orvietské nekropoli

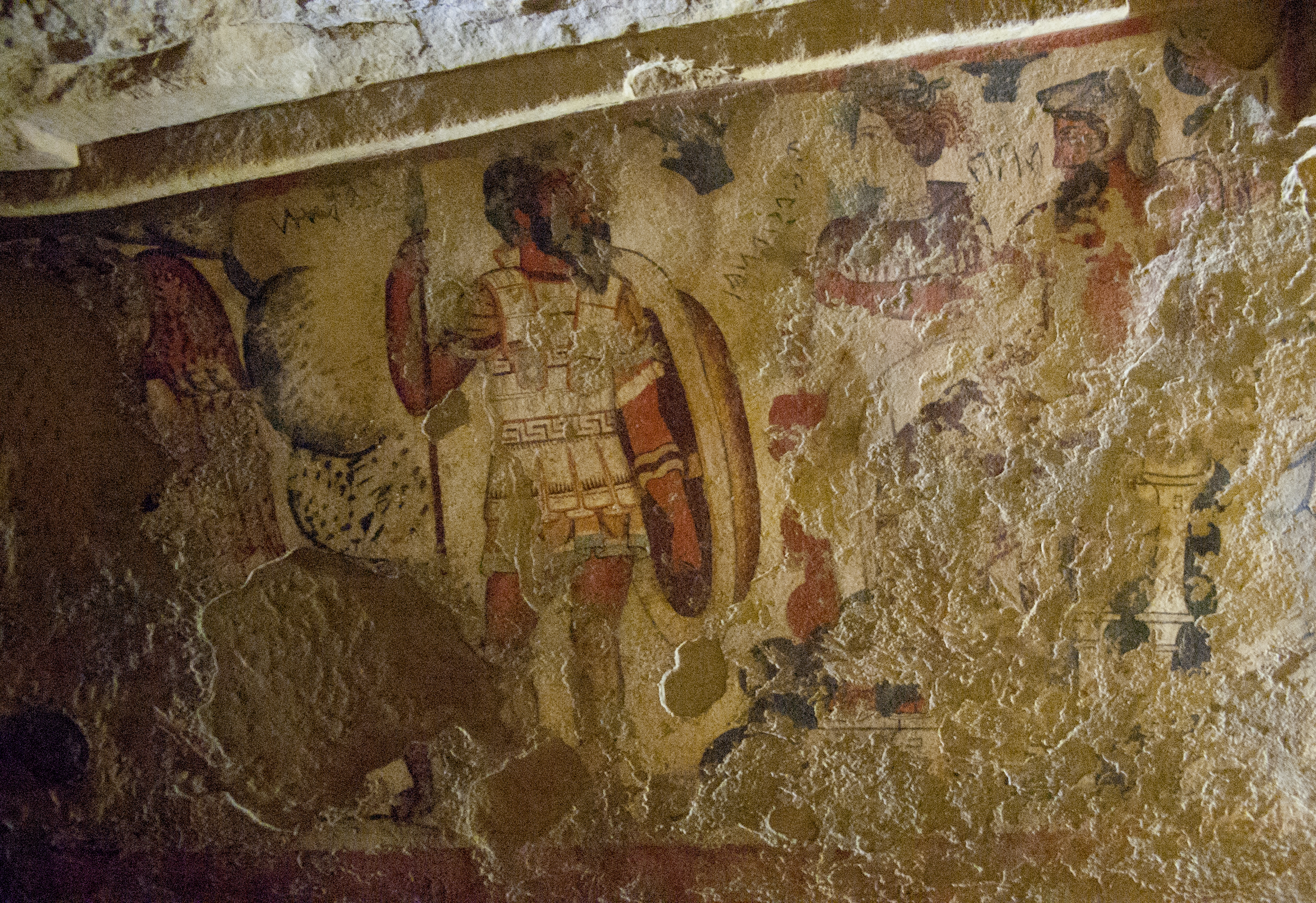
Hypogeum Orcus II v Tarquinii. Aita je postava zcela vpravo.

Aita (v etruských nápisech též Eita) je název etruského božstva, ekvivalentu řeckého boha Háda, který byl vládcem podsvětí.

## Vyobrazení
Aita je relativně pozdní přírůstek do etruského panteonu. V ikonografii a v etruských textech se objevuje až počínaje 4. stoletím př. n. l. a je silně ovlivněn svým řeckým protějškem Hádem. Aita je vyobrazen pouze na několika malbách v etruských hrobkách, například v Goliniho hrobce v orvietské nekropoli, datované do poloviny 4. století př. n. l., a v hypogeu Orcus II v Tarquinii, rovněž ze 4. století př. n. l. Na těchto hrobkových malbách je zobrazen se svou manželkou Persipnei, etruskou obdobou řecké Persefony.
Přestože Aita bývá zobrazen jen velmi zřídka, může sedět na trůně a někdy mívá vlčí čepici. Vypůjčuje si tak klíčový atribut dřívějšího etruského vlčího božstva z podsvětí, jménem Calu. Další příklady vyobrazení boha Aity v etruském umění zachycují jeho únos Persipnei. Kromě hrobkových obrazů může být Aita v několika málo případech rozpoznán též na jiných předmětech – například na malované váze z Vulci ze 4. století př. n. l. nebo na dvou alabastrových pohřebních urnách z 2. století př. n. l. z toskánské Volterry či jako červená postava na konvici na víno ze 4. až 3. století př. n. l.